# Frederick Gordon Guggisberg
Sir Frederick Gordon Guggisberg (Galt, 20 luglio 1869 – Bexhill-on-Sea, 21 aprile 1930) è stato un funzionario britannico.
Canadese di origine ebraica e di formazione ufficiale ed ingegnere, governatore del Ghana (allora Costa d'Oro) dal 1919 al 1927, fu uno dei più brillanti amministratori coloniali dell'Impero britannico in Africa ed uno dei pochissimi esponenti del colonialismo occidentale a conquistare la stima degli africani, che ancora oggi lo ricordano con simpatia e gratitudine. 
Guggisberg diede nuovo impulso alla costruzione nella Costa d'Oro di strade e ferrovie, fece edificare un grande porto artificiale presso la località di Takoradi ma il suo nome è anche legato allo sviluppo nel paese dell'istruzione statale (fino ad allora l'istruzione era stata monopolio delle missioni degli enti religiosi) e della sanità (il grande ospedale di Korle Bu ad Accra).
Guggisberg era un ardente sostenitore delle teorie espresse da Lord Frederick Lugard in The Dual Mandate in British Tropical Africa (1922) che costituivano la più compiuta espressione della filosofia del governo indiretto. Il sistema amministrativo di cui i suoi predecessori avevano gettato le basi ma a cui Guggisberg diede definitivamente forma nel 1927 è detto Native Administration per la combinazione di istituzioni coloniali e istituzioni africane tradizionali. Guggisberg promosse la ricerca antropologica sui costumi e le tradizioni delle popolazioni locali per offrire alla Native Administration una base più solida, creò due nuovi Consigli dei Capi tradizionali e permise al re dell'Impero Ashanti e ai suoi successori di rientrare dall'esilio per poter riprendere il loro ruolo. Guggisberg introdusse anche i primi (molto timidi) elementi di partecipazione democratica in Ghana. 
Guggisberg promosse lo sviluppo del paese restando sempre nel quadro della mentalità imperialista inglese  e che riuscì a realizzare i suoi progetti sociali grazie anche alla favorevole congiuntura economica (il prezzo del cacao, principale prodotto di esportazione del paese, era particolarmente alto negli anni del suo governo) e alle risorse del bilancio statale che i governatori precedenti gli avevano lasciato. Sembra che parlando con un amico avesse confessato che non si aspettava di vedere il Ghana in grado di diventare indipendente prima di altri centocinquanta anni. Ciò nonostante il primo popolo dell'Africa Occidentale a chiedere e ottenere l'indipendenza gli ha dedicato una statua che resta ancora in piedi.